# Essostruthella acatinga
Essostruthella acatinga är en skalbaggsart som beskrevs av Martins och Maria Helena M. Galileo 2004. Essostruthella acatinga ingår i släktet Essostruthella och familjen långhorningar. Inga underarter finns listade i Catalogue of Life.